# Крузейро-ду-Сул (мікрорегіон)

Крузейро-ду-Сул на карті штату Акрі

Крузейро-ду-Сул (порт. Microrregião de Cruzeiro do Sul) — мікрорегіон в Бразилії. Входить в штат Акрі. Складова частина мезорегіону Валі-ду-Журуа. Населення становить 131 505 осіб на 2010 рік. Займає площу 31 164,229 км². Густота населення — 4,22 ос./км².

## Склад мікрорегіону
До складу мікрорегіону включені такі муніципалітети:
1. Крузейро-ду-Сул
2. Марешал-Тауматургу
3. Мансіу-Ліма
4. Порту-Валтер
5. Родрігес-Алвес

## Населення
Згідно з даними, зібраними під час перепису 2010 р. Національним інститутом географії і статистики (IBGE), населення мікрорегіону становить:
| Повне населення                               | Повне населення                               | Повне населення                               | Повне населення                               | 131 505 |
| --------------------------------------------- | --------------------------------------------- | --------------------------------------------- | --------------------------------------------- | ------- |
| в тому числі:                                 | Міське населення                              | 75 683                                        | Відсоток міського населення, %                | 57,55   |
|                                               | Сільське населення                            | 55 822                                        | Відсоток сільського населення, %              | 42,45   |
|                                               | Чоловіче населення                            | 66 792                                        | Відсоток чоловічого населення, %              | 50,79   |
|                                               | Жіноче населення                              | 64 713                                        | Відсоток жіночого населення, %                | 49,21   |
| Густота населення, ос./км²                    | Густота населення, ос./км²                    | Густота населення, ос./км²                    | Густота населення, ос./км²                    | 4,22    |
| Населення мікрорегіону в % до населення штату | Населення мікрорегіону в % до населення штату | Населення мікрорегіону в % до населення штату | Населення мікрорегіону в % до населення штату | 17,93   |

| Бразилія | Це незавершена стаття з географії Бразилії. Ви можете допомогти проєкту, виправивши або дописавши її. |